# 日置市の大字

日置市の位置図

日置市の大字（ひおきしのおおあざ）では、鹿児島県日置市に存在する、あるいはかつて存在した大字を一覧化するとともに、1889年（明治22年）の町村制施行以後の日置市及び日置市の前身となる自治体に属した大字の変遷について記述する。

## 市の概要
日置市は鹿児島県の中央部（薩摩半島）に位置する。2005年（平成17年）の市町村合併により日置郡の伊集院町、東市来町、日吉町、吹上町が新設合併、市制施行し設置された市である。
日置市の地域は2005年の市町村合併前の自治体の区域である伊集院地域、東市来地域、日吉地域、吹上地域から構成されており、日置市役所が置かれる伊集院地域以外の各地域の旧町役場に日置市役所の支所が設置されている。日置市の中心市街地は日置市役所、日置警察署などの公共施設や、商業施設などが多く集積し、最も各地域で人口の多い伊集院地域となっている。
日置市は北方に薩摩川内市、いちき串木野市、南方に南さつま市、東方に鹿児島市にそれぞれ接している。隣接する県庁所在地であり中核市である鹿児島市のベッドタウンとしても発展しており、2017年4月1日現在の推計人口は48,319人、面積は253.01km2である。

## 行政区域の変遷
ここでは日置市及びその前身となる町村の変遷について述べる。
1889年（明治22年）、市制及町村制（明治21年法律第1号）が施行されたのに伴い、日置郡伊集院郷（外城）の区域より、上伊集院村（のちの松元町、現・鹿児島市）、中伊集院村（のちの伊集院町）、下伊集院村の3村、日置郡市来郷の区域より、西市来村（のちの市来町、現・いちき串木野市）、東市来村（のちの東市来町）の2村、日置郡日置郷の区域より日置村、日置郡吉利郷の区域より吉利村、日置郡永吉郷の区域より永吉村、阿多郡伊作郷の区域より伊作村がそれぞれ設置された。前述の村のうち上伊集院村及び西市来村は現在の日置市の区域には含まれない。
1897年（明治30年）に阿多郡が日置郡となり伊作村の所属が日置郡となった。1922年（大正11年）に中伊集院村が町制施行及び改称し伊集院町、伊作村が町制施行し伊作町となった。1937年（昭和12年）には東市来村が町制施行し東市来町となっている。
昭和の大合併では、1955年（昭和30年）に日置村と吉利村が合併・町制施行し日吉町、伊作町と永吉村が合併し吹上町が設置された。また、翌年の1956年（昭和31年）には下伊集院村の一部が東市来町・日吉町・郡山村（この合併により町制施行し郡山町、現・鹿児島市）に解体分割され、3町村に編入された下伊集院村の残部の区域及び伊集院町の区域を以て新たに伊集院町が設置された。
2005年（平成17年）に伊集院町、東市来町、日吉町、吹上町が新設合併し、同時に市制施行し日置市が新設された。
■は町を示す。その他の色は村である。
| 1889年4月1日  | 1889年-1910年              | 1910年-1930年         | 1930年-1950年         | 1950年-1970年       | 1970年-1990年       | 1990年-現在         | 現在                |
| ------------- | -------------------------- | --------------------- | --------------------- | ------------------- | ------------------- | ------------------- | ------------------- |
| 東市来村      | 東市来村                   | 東市来村              | 1937年4月1日 東市来町 | 東市来町            | 東市来町            | 2005年5月1日 日置市 | 2005年5月1日 日置市 |
| 下伊集院村    |                            |                       |                       | 東市来町            | 東市来町            | 2005年5月1日 日置市 | 2005年5月1日 日置市 |
| 伊集院町      |                            |                       |                       |                     |                     | 2005年5月1日 日置市 | 2005年5月1日 日置市 |
| 中伊集院村    | 中伊集院村                 | 1922年4月1日 伊集院町 | 1922年4月1日 伊集院町 |                     |                     | 2005年5月1日 日置市 | 2005年5月1日 日置市 |
| 日置村        | 日置村                     | 日置村                | 日置村                | 1955年4月1日 日吉町 | 1955年4月1日 日吉町 | 2005年5月1日 日置市 | 2005年5月1日 日置市 |
| 吉利村        |                            |                       |                       | 1955年4月1日 日吉町 | 1955年4月1日 日吉町 | 2005年5月1日 日置市 | 2005年5月1日 日置市 |
| 永吉村        | 永吉村                     | 永吉村                | 永吉村                | 1955年4月1日 吹上町 | 1955年4月1日 吹上町 | 2005年5月1日 日置市 | 2005年5月1日 日置市 |
| 阿多郡 伊作村 | 1896年3月29日 日置郡伊作村 | 1922年12月1日 伊作町  | 1922年12月1日 伊作町  | 1955年4月1日 吹上町 | 1955年4月1日 吹上町 | 2005年5月1日 日置市 | 2005年5月1日 日置市 |

## 町村制施行と大字の設置
町村制施行時の前身となる各村は、阿多郡に属していた伊作村を除き全て日置郡に属しており、廃藩置県時には伊集院郷、市来郷、日置郷、吉利郷、永吉郷、伊作郷の各郷（外城）に属していた。
伊集院郷の区域のうち、飯牟礼村、猪鹿倉村、大田村、恋之原村、郡村、古城村、下谷口村、清藤村、竹之山村、土橋村、徳重村、中川村の区域より中伊集院村、苗代川村、宮田村、神之川村、寺脇村、麦生田村、桑畑村、下神殿村、上神殿村、野田村、有屋田村、嶽村の区域より下伊集院村、その他の区域より上伊集院村が設置された。
市来郷の区域のうち、長里村、養母村、湯田村、伊作田村、神之川村の区域より東市来村、その他の区域より西市来村が設置された。
その他の日置郷（日置村、山田村）、吉利郷（吉利村）、永吉郷（永吉村）、伊作郷（今田村、入来村、小野村、華熟里村、田尻村、中之里村、中原村、湯之浦村、與倉村、和田村）については、郷の区域の全域からそれぞれ、日置村、吉利村、永吉村、伊作村が設置され、それまでの各藩政村は、大字となった。

## 昭和の大合併の廃置分合による大字の変遷

### 日吉町・吹上町新設
1955年（昭和30年）4月1日に、昭和の大合併により日置村と吉利村が新設合併し、同時の町制施行し日吉町が設置され、同日伊作町と永吉村が新設合併し吹上町が設置された。
新設時点の日吉町の大字は、大字日置（旧日置村）、大字山田（旧日置村）、大字吉利（旧吉利村、合併日に旧村の区域を以て大字設置）があり、吹上町の大字は大字今田、大字入来、大字小野、大字華熟里、大字田尻、大字中之里、大字中原、大字湯之浦、大字與倉、大字和田（以上旧伊作村）、大字永吉（旧永吉村）が設置されている。

### 下伊集院村の分割編入

分割編入された下伊集院村

1956年（昭和31年）9月30日に、下伊集院村の区域を郡山村、東市来町、日吉町、伊集院町に分割編入し、分割編入により自治体としての下伊集院村は消滅した。
この分割編入の詳細について昭和31年総理府告示第803号「 町村の廃置分合」の告示文を整理すると以下の通りとなる。
- 鹿児島県日置郡伊集院町及び下伊集院村を廃止。
- 下伊集院村大字有屋田、大字嶽 → 郡山村
- 下伊集院村大字苗代川、大字宮田、大字寺脇（一部）、大字神之川（一部） → 東市来町
- 下伊集院村大字神之川（一部） → 日吉町
- 伊集院町、下伊集院村（その他の区域） → 伊集院町（新設）

また、同日付効力発生の昭和31年鹿児島県告示第731号「 大字の名称変更についての処理」により、東市来町に編入された大字苗代川の名称を「美山」（みやま）に、同じく大字神之川の名称を「南神之川」（みなみかみのかわ）にそれぞれ改称された。
なお、昭和31年総理府告示第804号「 村を町とする処分」により、下伊集院村の一部が編入された郡山村は同日、町制施行し郡山町となっている。
| 現市町村名 | - 1888年 | 1889年 - 1956年 | 1956年 - 2003年       | 2004年 - 現在      |
| 現市町村名 | 伊集院郷 | 下伊集院村      | -                     | -                  |
| ---------- | -------- | --------------- | --------------------- | ------------------ |
| 日置市     | 苗代川村 | 大字苗代川      | 東市来町 大字美山     | 東市来町美山       |
| 日置市     | 苗代川村 | 大字苗代川      | 東市来町 大字美山     | 東市来町美山元寺脇 |
| 日置市     | 宮田村   | 大字宮田        | 東市来町 大字宮田     | 東市来町宮田       |
| 日置市     | 神之川村 | 大字神之川      | 東市来町 大字南神之川 | 東市来町南神之川   |
| 日置市     | 神之川村 | 大字神之川      | 日吉町 大字神之川     | 日吉町神之川       |
| 日置市     | 寺脇村   | 大字寺脇        | 東市来町 大字寺脇     | 東市来町寺脇       |
| 日置市     | 寺脇村   | 大字寺脇        | 伊集院町 大字寺脇     | 伊集院町寺脇       |
| 日置市     | 麦生田村 | 大字麦生田      | 伊集院町 大字麦生田   | 伊集院町麦生田     |
| 日置市     | 桑畑村   | 大字桑畑        | 伊集院町 大字桑畑     | 伊集院町桑畑       |
| 日置市     | 下神殿村 | 大字下神殿      | 伊集院町 大字下神殿   | 伊集院町下神殿     |
| 日置市     | 上神殿村 | 大字上神殿      | 伊集院町 大字上神殿   | 伊集院町上神殿     |
| 日置市     | 野田村   | 大字野田        | 伊集院町 大字野田     | 伊集院町野田       |
| 鹿児島市   | 有屋田村 | 大字有屋田      | 郡山町 大字有屋田     | 有屋田町           |
| 鹿児島市   | 嶽村     | 大字嶽          | 郡山町 大字嶽         | 郡山岳町           |

## 昭和の大合併から平成の大合併までの大字設置

### 妙円寺団地の造成に伴う大字設置
1979年（昭和54年）に伊集院町の妙円寺団地の造成に伴い、妙円寺団地の区域にあたる伊集院町大字郡、大字徳重、大字下神殿、大字桑畑、大字野田の各一部より分割され、「妙円寺一丁目」、「妙円寺二丁目」、「妙円寺三丁目」が設置された。

### 郡一丁目・郡二丁目の設置
1997年（平成9年）に伊集院町の大字郡字枦田、大久保、濱川原、森ノ巣、八反田、大廻、西古川、東古川、鳥田、筒木の区域より「郡一丁目」、大字郡字前田、大久保、森ノ巣、大廻、新海の区域より「郡二丁目」が設置された。

### 美山元寺脇の設置
2004年（平成16年）10月29日に東市来町大字美山のうち字大坊迫、大坊平、大坊、鷹ノ巣、分石、大穴、加治ヲン、井手口、下西の谷、上西の谷、控松、打水、小谷口、加治ヲン平、留包、小鹿倉の区域から東市来町大字美山元寺脇が設置された。

## 日置市設置による大字名改称
平成の大合併により、2005年（平成17年）5月1日、日置郡伊集院町、東市来町、日吉町、吹上町を廃し、その区域を以て日置市が設置された。
日置合併協議会の協議事項のうち「字の区域及び名称の取り扱いについて」では、「字の区域は、現行どおりとし、現行の字の名称の前に該当字の属する地方公共団体の名称を付し、字の名称変更する」と決定され、平成17年鹿児島県告示第691号「 字の名称変更」により、各町に設置されている大字については名称を、伊集院町の場合「○○」→「伊集院町○○」に、東市来町の場合「○○」→「東市来町○○」、日吉町の場合「○○」→「日吉町○○」、吹上町の場合「○○」→「吹上町○○」にそれぞれ改称された。
同時に、旧吹上町の大字華熟里が「吹上町花熟里」に、大字與倉が「吹上町与倉」にそれぞれ改称されている。

## 日置市設置以降の大字設置

### 徳重土地区画整理事業の換地処分に伴う大字再編
2015年（平成27年）7月24日に伊集院町徳重、伊集院町猪鹿倉、伊集院町郡の各一部の区域を事業区域とする伊集院都市計画事業徳重土地区画整理事業が換地処分され、翌日の7月25日には字界及び地番変更が実施された。これにより伊集院町郡及び伊集院町猪鹿倉、伊集院町徳重の各一部より「伊集院町徳重一丁目」、伊集院町徳重及び伊集院町猪鹿倉の各一部より「伊集院町徳重二丁目」、伊集院町徳重の一部より「伊集院町徳重三丁目」が設置され、伊集院町徳重及び伊集院町猪鹿倉の一部より「伊集院町猪鹿倉一丁目」が設置された。

## 大字一覧
以下の表は日置市の大字の一覧である。表中の成立年代については推定のものを含む。一覧は2017年4月1日現在である。
| 大字名               | よみがな                                   | 2004年時点の 所属自治体 | 1889年時点の 所属自治体 | 成立（資料等初見） 年代  | 備考                                                               |
| -------------------- | ------------------------------------------ | ----------------------- | ----------------------- | ------------------------ | ------------------------------------------------------------------ |
| 伊集院町飯牟礼       | いじゅういんちょういいむれ                 | 伊集院町                | 中伊集院村              | 鎌倉時代                 |                                                                    |
| 伊集院町猪鹿倉       | いじゅういんちょういがくら                 | 伊集院町                | 中伊集院村              | 南北朝時代               |                                                                    |
| 伊集院町猪鹿倉一丁目 | いじゅういんちょういがくらいっちょうめ     | -                       | -                       | 2015年7月25日            |                                                                    |
| 伊集院町大田         | いじゅういんちょうおおた                   | 伊集院町                | 中伊集院村              | 鎌倉時代                 |                                                                    |
| 伊集院町上神殿       | いじゅういんちょうかみこうどの             | 伊集院町                | 下伊集院村              | 鎌倉時代                 |                                                                    |
| 伊集院町桑畑         | いじゅういんちょうくわばた                 | 伊集院町                | 下伊集院村              | 鎌倉時代                 |                                                                    |
| 伊集院町恋之原       | いじゅういんちょうこいのはら               | 伊集院町                | 中伊集院村              | 戦国時代                 |                                                                    |
| 伊集院町郡           | いじゅういんちょうこおり                   | 伊集院町                | 中伊集院村              | 江戸時代以前（詳細不明） |                                                                    |
| 伊集院町郡一丁目     | いじゅういんちょうこおりいっちょうめ       | 伊集院町                | -                       | 1997年                   |                                                                    |
| 伊集院町郡二丁目     | いじゅういんちょうこおりにちょうめ         | 伊集院町                | -                       | 1997年                   |                                                                    |
| 伊集院町下神殿       | いじゅういんちょうしもこうどの             | 伊集院町                | 下伊集院村              | 鎌倉時代                 |                                                                    |
| 伊集院町下谷口       | いじゅういんちょうしもたにぐち             | 伊集院町                | 中伊集院村              | 江戸時代                 | 江戸時代前期頃に上谷口村（現在の鹿児島市上谷口町）と下谷口村に分村 |
| 伊集院町清藤         | いじゅういんちょうきよふじ                 | 伊集院町                | 中伊集院村              | 鎌倉時代                 |                                                                    |
| 伊集院町竹之山       | いじゅういんちょうたけのやま               | 伊集院町                | 中伊集院村              | 鎌倉時代                 |                                                                    |
| 伊集院町土橋         | いじゅういんちょうつちばし                 | 伊集院町                | 中伊集院村              | 鎌倉時代                 |                                                                    |
| 伊集院町寺脇         | いじゅういんちょうてらわき                 | 伊集院町                | 下伊集院村              | 鎌倉時代                 |                                                                    |
| 伊集院町徳重         | いじゅういんちょうとくしげ                 | 伊集院町                | 中伊集院村              | 鎌倉時代                 |                                                                    |
| 伊集院町徳重一丁目   | いじゅういんちょうとくしげいっちょうめ     | -                       | -                       | 2015年7月25日            |                                                                    |
| 伊集院町徳重二丁目   | いじゅういんちょうとくしげにちょうめ       | -                       | -                       | 2015年7月25日            |                                                                    |
| 伊集院町中川         | いじゅういんちょうなかがわ                 | 伊集院町                | 中伊集院村              | 鎌倉時代                 |                                                                    |
| 伊集院町野田         | いじゅういんちょうのだ                     | 伊集院町                | 下伊集院村              | 鎌倉時代                 |                                                                    |
| 伊集院町古城         | いじゅういんちょうふるじょう               | 伊集院町                | 中伊集院村              | 室町時代                 |                                                                    |
| 伊集院町妙円寺一丁目 | いじゅういんちょうみょうえんじいっちょうめ | 伊集院町                | -                       | 1979年                   |                                                                    |
| 伊集院町妙円寺二丁目 | いじゅういんちょうみょうえんじにちょうめ   | 伊集院町                | -                       | 1979年                   |                                                                    |
| 伊集院町妙円寺三丁目 | いじゅういんちょうみょうえんじさんちょうめ | 伊集院町                | -                       | 1979年                   |                                                                    |
| 伊集院町麦生田       | いじゅういんちょうむぎうだ                 | 伊集院町                | 下伊集院村              | 戦国時代                 |                                                                    |
| 東市来町伊作田       | ひがしいちきちょういざくだ                 | 東市来町                | 東市来村                | 南北朝時代               |                                                                    |
| 東市来町神之川       | ひがしいちきちょうかみのかわ               | 東市来町                | 東市来村                | 江戸時代                 |                                                                    |
| 東市来町寺脇         | ひがしいちきちょうてらわき                 | 東市来町                | 下伊集院村              | 1956年9月30日            | 下伊集院村大字寺脇から分割                                         |
| 東市来町長里         | ひがしいちきちょうながさと                 | 東市来町                | 東市来村                | 南北朝時代               |                                                                    |
| 東市来町南神之川     | ひがしいちきちょうみなみかみのかわ         | 東市来町                | 下伊集院村              | 1956年9月30日            | 下伊集院村大字神之川から分割・改称                                 |
| 東市来町宮田         | ひがしいちきちょうみやた                   | 東市来町                | 下伊集院村              | 江戸時代                 |                                                                    |
| 東市来町美山         | ひがしいちきちょうみやま                   | 東市来町                | 下伊集院村              | 江戸時代                 | 1956年9月30日に苗代川から改称                                      |
| 東市来町美山元寺脇   | ひがしいちきちょうみやまもとてらわき       | 東市来町                | -                       | 2004年10月29日           |                                                                    |
| 東市来町湯田         | ひがしいちきちょうゆだ                     | 東市来町                | 東市来村                | 江戸時代                 |                                                                    |
| 東市来町養母         | ひがしいちきちょうようぼ                   | 東市来町                | 東市来村                | 戦国時代                 |                                                                    |
| 日吉町神之川         | ひよしちょうかみのかわ                     | 日吉町                  | 下伊集院村              | 鎌倉時代                 |                                                                    |
| 日吉町日置           | ひよしちょうひおき                         | 日吉町                  | 日置村                  | 江戸時代                 |                                                                    |
| 日吉町山田           | ひよしちょうやまだ                         | 日吉町                  | 日置村                  | 鎌倉時代                 |                                                                    |
| 日吉町吉利           | ひよしちょうよしとし                       | 日吉町                  | 吉利村                  | 鎌倉時代                 |                                                                    |
| 吹上町今田           | ふきあげちょういまだ                       | 吹上町                  | 伊作村                  | 鎌倉時代                 |                                                                    |
| 吹上町入来           | ふきあげちょういりき                       | 吹上町                  | 伊作村                  | 鎌倉時代                 |                                                                    |
| 吹上町小野           | ふきあげちょうおの                         | 吹上町                  | 伊作村                  | 鎌倉時代                 |                                                                    |
| 吹上町花熟里         | ふきあげちょうけじゅくり                   | 吹上町                  | 伊作村                  | 鎌倉時代                 |                                                                    |
| 吹上町田尻           | ふきあげちょうたじり                       | 吹上町                  | 伊作村                  | 鎌倉時代                 |                                                                    |
| 吹上町中之里         | ふきあげちょうなかのさと                   | 吹上町                  | 伊作村                  | 鎌倉時代                 |                                                                    |
| 吹上町中原           | ふきあげちょうなかはら                     | 吹上町                  | 伊作村                  | 鎌倉時代                 |                                                                    |
| 吹上町永吉           | ふきあげちょうながよし                     | 吹上町                  | 永吉村                  | 江戸時代                 |                                                                    |
| 吹上町湯之浦         | ふきあげちょうゆのうら                     | 吹上町                  | 伊作村                  | 南北朝時代               |                                                                    |
| 吹上町与倉           | ふきあげちょうよくら                       | 吹上町                  | 伊作村                  | 鎌倉時代                 |                                                                    |
| 吹上町和田           | ふきあげちょうわだ                         | 吹上町                  | 伊作村                  | 鎌倉時代                 |                                                                    |